# Erica van den Heuvel
Henrica Petronella Johanna Maria „Erica“ van den Heuvel (* 12. Juni 1966 in Helmond, geborene Erica van Dijk) ist eine ehemalige niederländische Badmintonspielerin.

## Karriere
Erica van den Heuvel gewann 1984 ihren ersten Meistertitel in den Niederlanden. Bei den Badminton-Europameisterschaften 1988 und 1990 gewann sie Silber, 1994, 1996 und 2000 Bronze, 1998 Silber und Bronze. Sie nahm an den Olympischen Spielen 1992, 1996 und 2000 teil. Als bestes Ergebnis verzeichnet sie Platz 5 im Jahr 2000 im Mixed mit Chris Bruil.

## Sportliche Erfolge
| Saison    | Veranstaltung                                   | Disziplin   | Platz | Sieger                                       |
| --------- | ----------------------------------------------- | ----------- | ----- | -------------------------------------------- |
| 1984      | Niederlande: Einzelmeisterschaften              | Damendoppel | 1     | Eline Coene / Erica van Dijk                 |
| 1984      | Schweiz: Internationale Meisterschaften         | Damendoppel | 1     | Monique Hoogland / Erica van Dijk            |
| 1984      | Hungarian International                         | Damendoppel | 1     | Monique Hoogland / Erica van Dijk            |
| 1984      | Hungarian International                         | Mixed       | 1     | Bas von Barnau Sijthoff / Erica van Dijk     |
| 1984      | Niederlande: Einzelmeisterschaften              | Mixed       | 1     | Rob Ridder / Erica van Dijk                  |
| 1984      | Niederlande: Einzelmeisterschaften der Junioren | Dameneinzel | 1     | Erica van Dijk                               |
| 1985      | Niederlande: Einzelmeisterschaften              | Damendoppel | 1     | Eline Coene / Erica van Dijk                 |
| 1985      | Niederlande: Einzelmeisterschaften              | Mixed       | 1     | Rob Ridder / Erica van Dijk                  |
| 1985/1986 | Belgien: Internationale Meisterschaften         | Damendoppel | 1     | Eline Coene / Erica van Dijck                |
| 1986      | Niederlande: Einzelmeisterschaften              | Mixed       | 1     | Rob Ridder / Erica van Dijk                  |
| 1987      | Amor International                              | Damendoppel | 1     | Eline Coene / Erica van Dijk                 |
| 1987      | Österreich: Internationale Meisterschaften      | Damendoppel | 1     | Monique Hoogland / Erica van Dijk            |
| 1987      | Niederlande: Einzelmeisterschaften              | Damendoppel | 1     | Eline Coene / Erica van Dijk                 |
| 1987      | Niederlande: Einzelmeisterschaften              | Mixed       | 1     | Alex Meijer / Erica van Dijk                 |
| 1988      | Amor International                              | Damendoppel | 1     | Eline Coene / Erica van Dijk                 |
| 1988      | Europameisterschaft                             | Mixed       | 2     | Alex Meijer / Erica van Dijk                 |
| 1988      | Kanada: Internationale Meisterschaften          | Mixed       | 1     | Henrik Svarrer / Erica van Dijk              |
| 1988      | Kanada: Internationale Meisterschaften          | Damendoppel | 1     | Erica van Dijk / Eline Coene                 |
| 1988      | Niederlande: Einzelmeisterschaften              | Damendoppel | 1     | Eline Coene / Erica van Dijk                 |
| 1989      | Niederlande: Einzelmeisterschaften              | Mixed       | 1     | Alex Meijer / Erica van Dijk                 |
| 1989      | Niederlande: Einzelmeisterschaften              | Damendoppel | 1     | Eline Coene / Erica van Dijk                 |
| 1990      | Europameisterschaft                             | Damendoppel | 2     | Eline Coene / Erica van Dijk                 |
| 1991      | Amor International                              | Damendoppel | 1     | Eline Coene / Erica van den Heuvel           |
| 1991      | Niederlande: Einzelmeisterschaften              | Damendoppel | 1     | Eline Coene / Erica van den Heuvel           |
| 1991      | Niederlande: Einzelmeisterschaften              | Mixed       | 1     | Randy Trieling / Erica van den Heuvel        |
| 1992      | Niederlande: Einzelmeisterschaften              | Damendoppel | 1     | Eline Coene / Erica van den Heuvel           |
| 1992      | Niederlande: Einzelmeisterschaften              | Mixed       | 1     | Randy Trieling / Erica van den Heuvel        |
| 1992      | La Chaux-de-Fonds International                 | Damendoppel | 1     | Eline Coene / Erica van den Heuvel           |
| 1992/1993 | Deutschland: Internationale Meisterschaften     | Mixed       | 1     | Thomas Lund / Erika van den Heuvel           |
| 1993      | Niederlande: Einzelmeisterschaften              | Damendoppel | 1     | Eline Coene / Erica van den Heuvel           |
| 1994      | Niederlande: Einzelmeisterschaften              | Damendoppel | 1     | Eline Coene / Erica van den Heuvel           |
| 1994      | Europameisterschaft                             | Mixed       | 3     | Ron Michels / Erica van den Heuvel           |
| 1994      | Niederlande: Einzelmeisterschaften              | Mixed       | 1     | Ron Michels / Erica van den Heuvel           |
| 1994      | Europameisterschaft                             | Damendoppel | 3     | Erica van Heuvel / Maria Bengtsson           |
| 1994/1995 | Deutschland: Internationale Meisterschaften     | Mixed       | 1     | Ron Michels / Erika van den Heuvel           |
| 1996      | Niederlande: Einzelmeisterschaften              | Mixed       | 1     | Ron Michels / Erica van der Heuvel           |
| 1996      | Niederlande: Internationale Meisterschaften     | Damendoppel | 1     | Eline Coene / Erica van den Heuvel           |
| 1996      | Europameisterschaft                             | Mixed       | 3     | Ron Michels / Erica van den Heuvel           |
| 1997      | Niederlande: Einzelmeisterschaften              | Damendoppel | 1     | Erica van den Heuvel / Monique Hoogland      |
| 1997      | Schweden: Internationale Meisterschaften        | Mixed       | 1     | Michael Keck / Erica van den Heuvel          |
| 1998      | Europameisterschaft                             | Mixed       | 2     | Michael Keck / Erica van den Heuvel          |
| 1998      | Europameisterschaft                             | Damendoppel | 3     | Erica van den Heuvel / Monique Hoogland      |
| 1998      | Niederlande: Einzelmeisterschaften              | Damendoppel | 1     | Erica van den Heuvel / Moniqe Hoogland       |
| 1998      | Bitburger Open                                  | Damendoppel | 1     | Erica van den Heuvel / Judith Meulendijks    |
| 1999      | Niederlande: Einzelmeisterschaften              | Mixed       | 1     | Norbert van Barneveld / Erica van den Heuvel |
| 1999      | Swiss Open                                      | Mixed       | 3     | Chris Bruil / Erica Van den Heuvel           |
| 1999      | Australian International                        | Mixed       | 1     | Michael Keck / Erica van den Heuvel          |
| 1999      | Bitburger Open                                  | Mixed       | 1     | Chris Bruil / Erica van den Heuvel           |
| 1999      | Niederlande: Einzelmeisterschaften              | Damendoppel | 1     | Erica van den Heuvel / Lonneke Janssen       |
| 2000      | Niederlande: Einzelmeisterschaften              | Damendoppel | 1     | Erica van den Heuvel / Lonneke Janssen       |
| 2000      | Niederlande: Einzelmeisterschaften              | Mixed       | 1     | Chris Bruil / Erica van den Heuvel           |
| 2000      | All England                                     | Mixed       | 3     | Chris Bruil / Erica van den Heuvel           |
| 2000      | Europameisterschaft                             | Mixed       | 3     | Chris Bruil / Erica van den Heuvel           |
| 2000      | Bitburger Open                                  | Mixed       | 1     | Michael Keck / Erica van den Heuvel          |
| 2001      | Dutch International                             | Damendoppel | 1     | Nicole van Hooren / Erica van den Heuvel     |
| 2001      | Kroatien: Internationale Meisterschaften        | Damendoppel | 1     | Erica van den Heuvel / Nicole van Hooren     |
| 2001      | Frankreich: Internationale Meisterschaften      | Damendoppel | 1     | Erica van den Heuvel / Nicole van Hooren     |